# Stoianiv, Radehiv
Stoianiv (în ucraineană Стоянів) este localitatea de reședință a comunei Stoianiv din raionul Radehiv, regiunea Liov, Ucraina.

## Demografie
Componența lingvistică a localității Stoianiv
     Ucraineană (99,32%)
     Alte limbi (0,68%)
Conform recensământului din 2001, majoritatea populației localității Stoianiv era vorbitoare de ucraineană (99,32%), existând în minoritate și vorbitori de alte limbi.